# Thomas Eugene Everhart
Pour les articles homonymes, voir Everhart.
Thomas Eugene Everhart est un physicien américain né en 1932. En 1953, il a obtenu un Bachelor of Arts à l'université Harvard puis en 1955 un Master of Science à l'université de Californie à Los Angeles. C'est au Royaume-Uni, à l'université de Cambridge, qu'il a obtenu son Ph.D en 1958. De retour aux États-Unis, il a enseigné plus de 20 ans à l'université de Californie - Berkeley avant d'occuper un poste de professeur d'ingénierie électrique et de directeur de la faculté d'ingénierie de l'université Cornell. De 1984 à 1987, il a enseigné l'ingénierie informatique et électrique à l'université de l'Illinois à Urbana-Champaign avant d'être désigné président du California Institute of Technology de 1987 à 1997.
Thomas Everhart a travaillé dans le domaine de la physique des faisceaux électroniques et son nom reste associé aux travaux qu'il a apportés au microscope électronique à balayage (MEB) avec le détecteur Everhart-Thornley qu'il a créé en collaboration avec R.F.M. Thornley. Ce détecteur, inventé en 1960, a grandement contribué au développement du MEB et reste aujourd'hui toujours extrêmement populaire. Aujourd'hui encore, il se retrouve dans pratiquement tous les MEB.